# Aylin Yay
Aylin Yay, née le 23 avril 1968, est une actrice belge d'origine turque.

## Biographie
Aylin Yay nait d'un père turc et d'une mère belge. Elle étudie l'art dramatique dans la classe d'Henri Ruder à l'académie de Bruxelles puis complète sa formation d'actrice au Conservatoire royal de Bruxelles auprès de Pierre Laroche et de Bernard De Coster.
Au théâtre, elle tient un rôle dans La Ménagerie de verre de Tennessee Williams et dans Le Songe d'une nuit d'été de Shakespeare.
Le premier long métrage dans lequel elle joue est Thomas est amoureux (2000), de Pierre-Paul Renders, où elle est Eva, une prostituée pour handicapés.
Elle est la femme de Philippe Blasband, écrivain et scénariste.[réf. nécessaire]

## Filmographie

### Cinéma
- 1999 : On ferme !
- 2000 : Thomas est amoureux : Eva
- 2001 : Mireille et Lucien : Mireille
- 2001 : Une belle journée : Claire
- 2002 : Verrouillage central : Cathy
- 2004 : Les Demoiselles : Victoire
- 2005 : Le Démon de midi : la mère d'Anne
- 2005 : La Couleur des mots : Marie
- 2006 : Tasse de thé
- 2007 : Coquelicots : Véronique
- 2007 : Nos jours
- 2009 : Maternelle : Viviane
- 2010 : Le Grand Jeu : Martine
- 2014 : Je te survivrai : la voyante
- 2014 : L'Année prochaine : Mme Feirrara
- 2015 : Tête baissée : Yanne

### Télévision
- 2016 : La Trêve (série télévisée) : Ghislaine Malausa (épisodes 2, 3 et 10)

## Distinctions
- 2001 : Berlinale : Shooting Star
- 2001 : Festival du film de Paris (en) : prix de la meilleure actrice pour Thomas est amoureux
- 2005 : Festival international du film d'Amiens : prix de la meilleure actrice pour La Couleur des mots
- 2011 : Magritte du cinéma : nomination au Magritte de la meilleure actrice pour Maternelle